# Axa (strip)
Axa is een Britse stripreeks, getekend door de Spanjaard Romero en geschreven door Donne Avenell. Deze sciencefictionstrip verscheen vanaf 1980 zowel als dagelijkse krantenstrip, als in kleur. De strip werd ook vertaald naar het Frans en in album uitgegeven door uitgeverij Glénat.

## Inhoud
In 2080 leeft de mensheid onder een beschermende koepel, na een grote besmetting. De knappe, schaarsgeklede Axa verkiest echter de vrijheid en verkent de wijde wereld. Daar ontmoet ze vijanden maar ook de liefde. Ze maakt kennis met de knappe Jason, die haar metgezel wordt. Ze ontmoeten onderweg robots, prehistorische monsters, onbekende volkeren en buitenaardse wezens.